# Episodi de Il becchino (prima stagione)
La prima stagione della serie televisiva Il becchino (The undertaker), composta da 4 episodi, è stata trasmessa sul canale della televisione svizzera tedesca SRF 1 dall'8 gennaio 2013 al 29 gennaio 2013.
La stagione è andata in onda in prima visione in lingua italiana sul canale della televisione svizzera italiana RSI La 1 dal 22 agosto 2014 al 29 agosto 2014.
In Italia la serie è visibile su Netflix dal dicembre 2015.
| nº | Titolo originale     | Titolo italiano      | Prima TV originale | Prima TV in italiano |
| -- | -------------------- | -------------------- | ------------------ | -------------------- |
| 1  | Schweres Erbe        | Un'eredità pesante   | 8 gennaio 2013     | 22 agosto 2014       |
| 2  | Treibgut             | Un uomo alla deriva  | 15 gennaio 2013    | 22 agosto 2014       |
| 3  | Von null auf hundert | Da zero a cento      | 22 gennaio 2013    | 29 agosto 2014       |
| 4  | Stachel im Fleisch   | Una spina nel fianco | 29 gennaio 2013    | 29 agosto 2014       |

## Un'eredità pesante
- Titolo originale: Schweres Erbe
- Diretto da: Markus Fischer
- Scritto da: Dave Tucker

### Trama
Il becchino nonché ex poliziotto Luc Conrad, sospetta che la morte di una giovane madre dovuta all'˞asma non sia stata un incidente. L'uomo assume l'apprendista Fabio Testi per aiutarlo con l'attività.

## Un uomo alla deriva
- Titolo originale: Treibgut
- Diretto da: Markus Welter
- Scritto da: Dave Tucker

### Trama
Luc indaga sulla morte di un uomo di colore dovuta con una svastica sulla fronte, mentre Fabio indaga sulla morte di un bambino.

## Da zero a cento
- Titolo originale: Von null auf hundert
- Diretto da: Markus Welter
- Scritto da: Dave Tucker

### Trama
Luc indaga su un incidente automobilistico mortale svelando segreti di famiglia. Fabio invece si innamora della fidanzata della vittima. Dorig e Anna Maria hanno problemi tra loro.

## Una spina nel fianco
- Titolo originale: Stachel im Fleisch
- Diretto da: Markus Fisher
- Scritto da: Dave Tucker

### Trama
Luc continua ad indagare sulla morte di Mader, ma viene arrestato per la morte di Ilgner. Intanto il resto della squadra indaga sulla morte di un insegnante locale.